# Hünenberg
Hünenberg (toponimo tedesco) è un comune svizzero di 8 827 abitanti del Canton Zugo.

## Geografia fisica
Hünenberg comprende una parte del lago di Zugo.

## Storia
Nel 1935 località di Sankt Wolfgang, fino ad allora frazione di Zugo, fu assegnata a Hünenberg.

## Monumenti e luoghi d'interesse

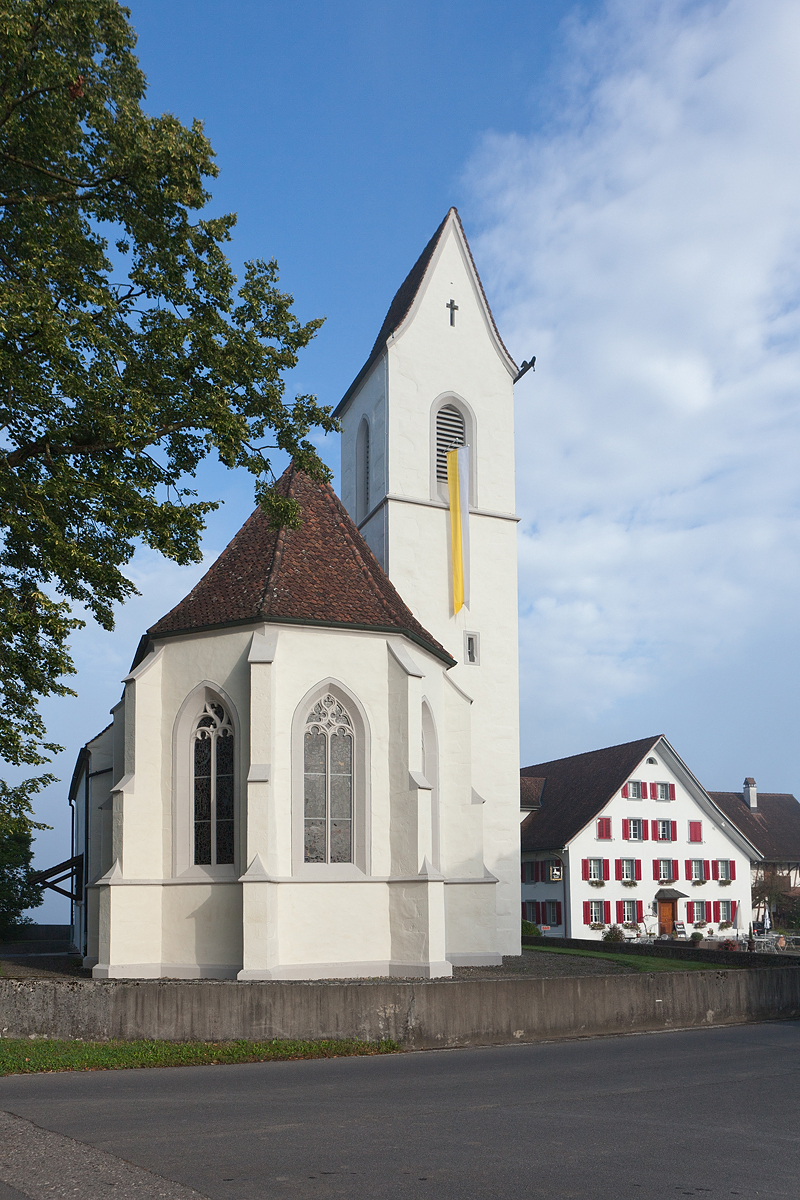
La chiesa di Sankt Wolfgang

- Chiesa cattolica in località Sankt Wolfgang, eretta nel 1475[2].

## Società

### Evoluzione demografica
L'evoluzione demografica è riportata nella seguente tabella:
Abitanti censiti

## Amministrazione
Ogni famiglia originaria del luogo fa parte del cosiddetto comune patriziale e ha la responsabilità della manutenzione di ogni bene ricadente all'interno dei confini del comune.